# Semiluki
Semiluki (rusky Семилуки, počeštěně Semiluky) jsou město ve Voroněžské oblasti Ruské federace. Sídlo se nachází na pravém břehu Donu 14 km od Voroněže, administrativní centrum Semiluckého rajonu. Dle sčítání lidu v roce 2010 zde žilo 26 025 obyvatel. Ve městě je zastoupen průmysl chemický a stavebních hmot.

## Historie
Archeologický průzkum prováděný v 80. letech 20. století prokázal osídlení již v době Kyjevské Rusi (11. století). Současné město vzniklo na přelomu 19. a 20. století při železniční zastávce poblíž osady Semiluki na trati Voroněž-Kursk. Na přelomu let 1942 a 1943 probíhaly v okolí těžké boje. Status města Semiluki získaly roku 1954.

## Vazby na Českou republiku
V 60. letech 20. století navázal Jihomoravský kraj družbu s Voroněžskou oblastí. Jednotlivá jihomoravská města a okresy poté navazovaly družební vztahy s městy a rajony Voroněžské oblasti. Semiluki se staly družebním městem Jihlavy. Po sametové revoluci byly vzájemné kontakty obou měst ukončeny, především pro nezájem české strany. Tuto etapu v Semilukách připomíná název ulice Jihlavská (rusky Йиглавская), ulice Semilucká v Jihlavě byla roku 1990 přejmenována na Okružní. Partnerství některých měst přečkala i změnu politického systému, např. Brno - Voroněž.

## Galerie

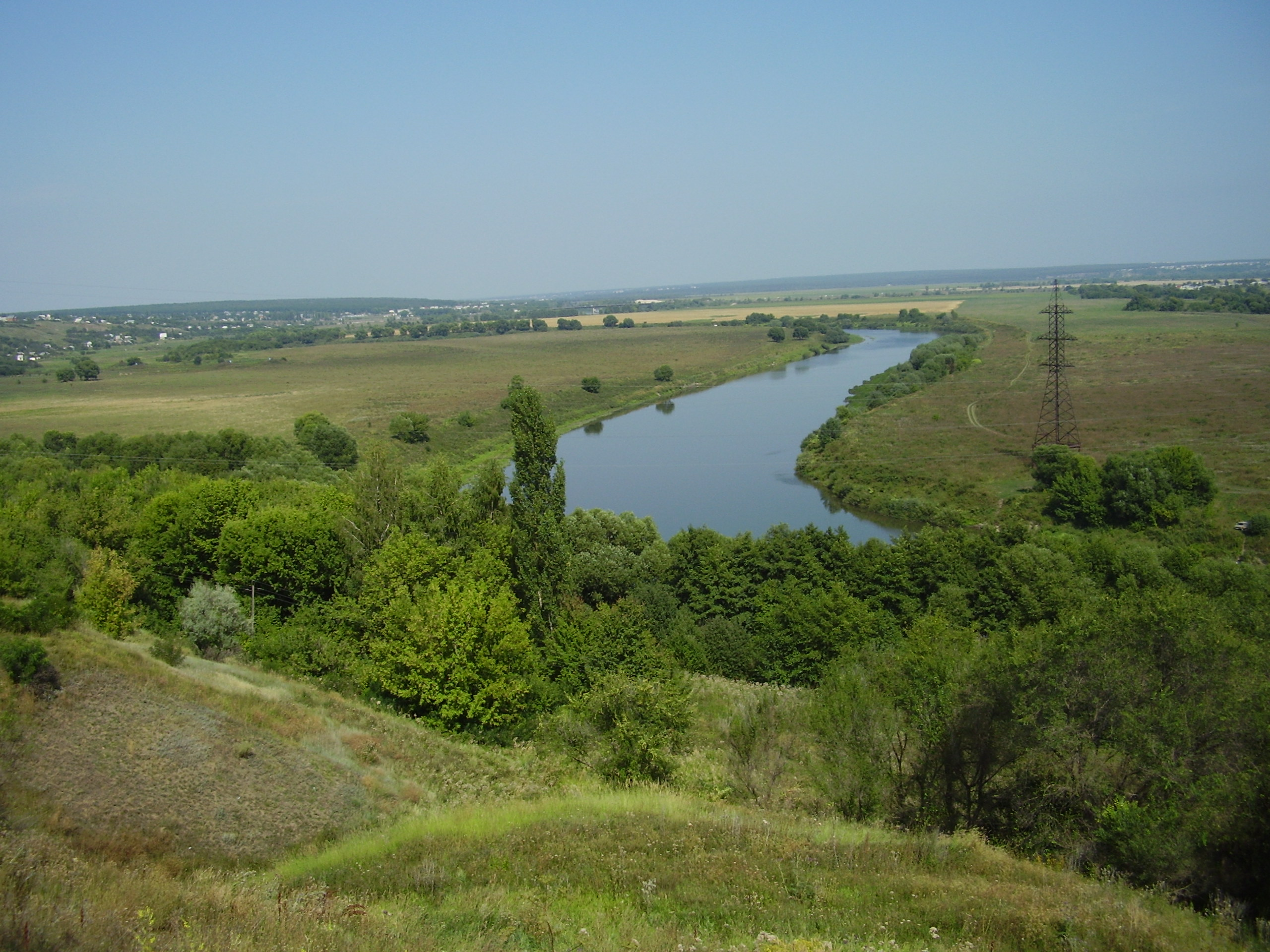
Řeka Don u Semiluk
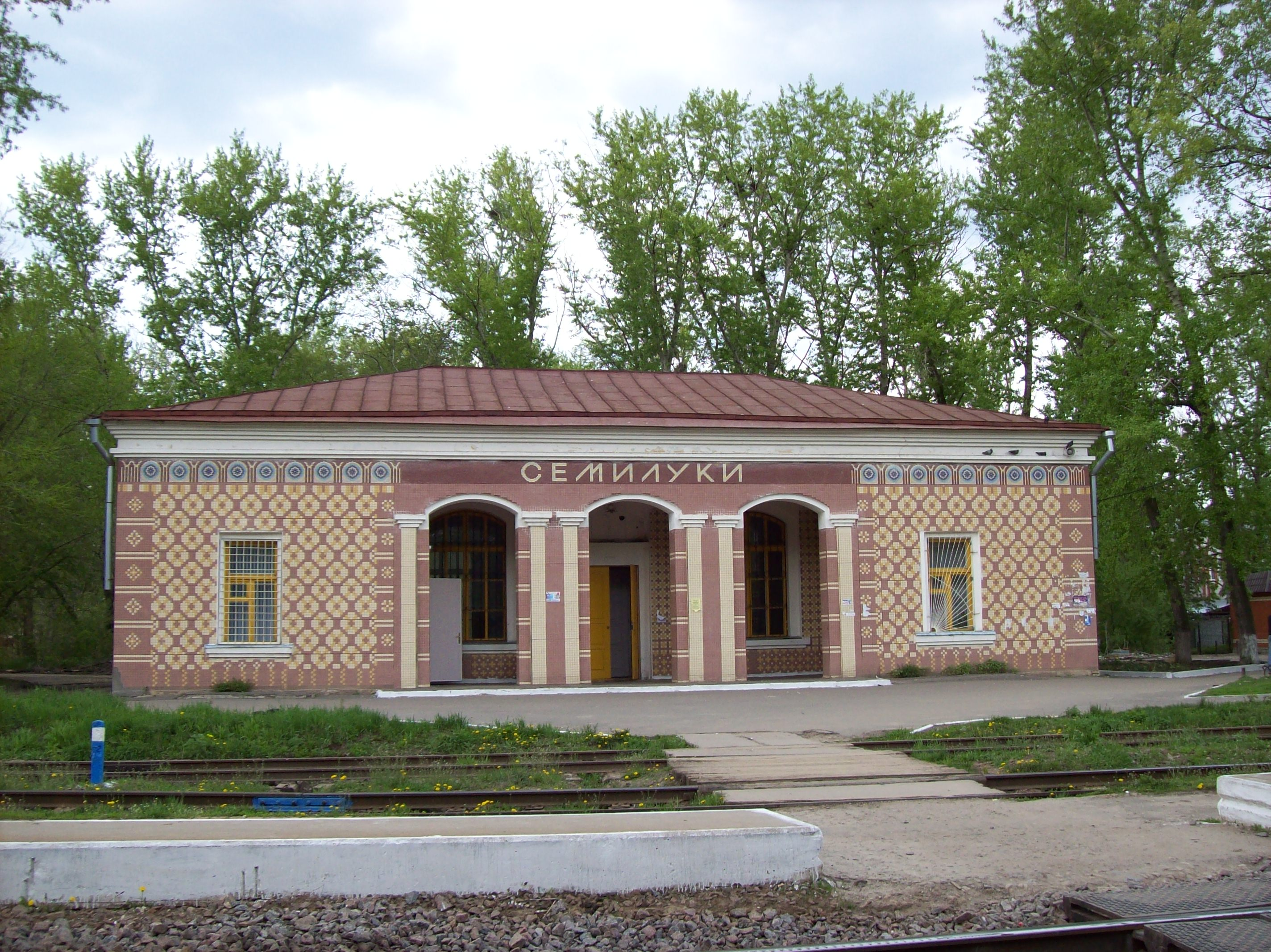
Nádraží
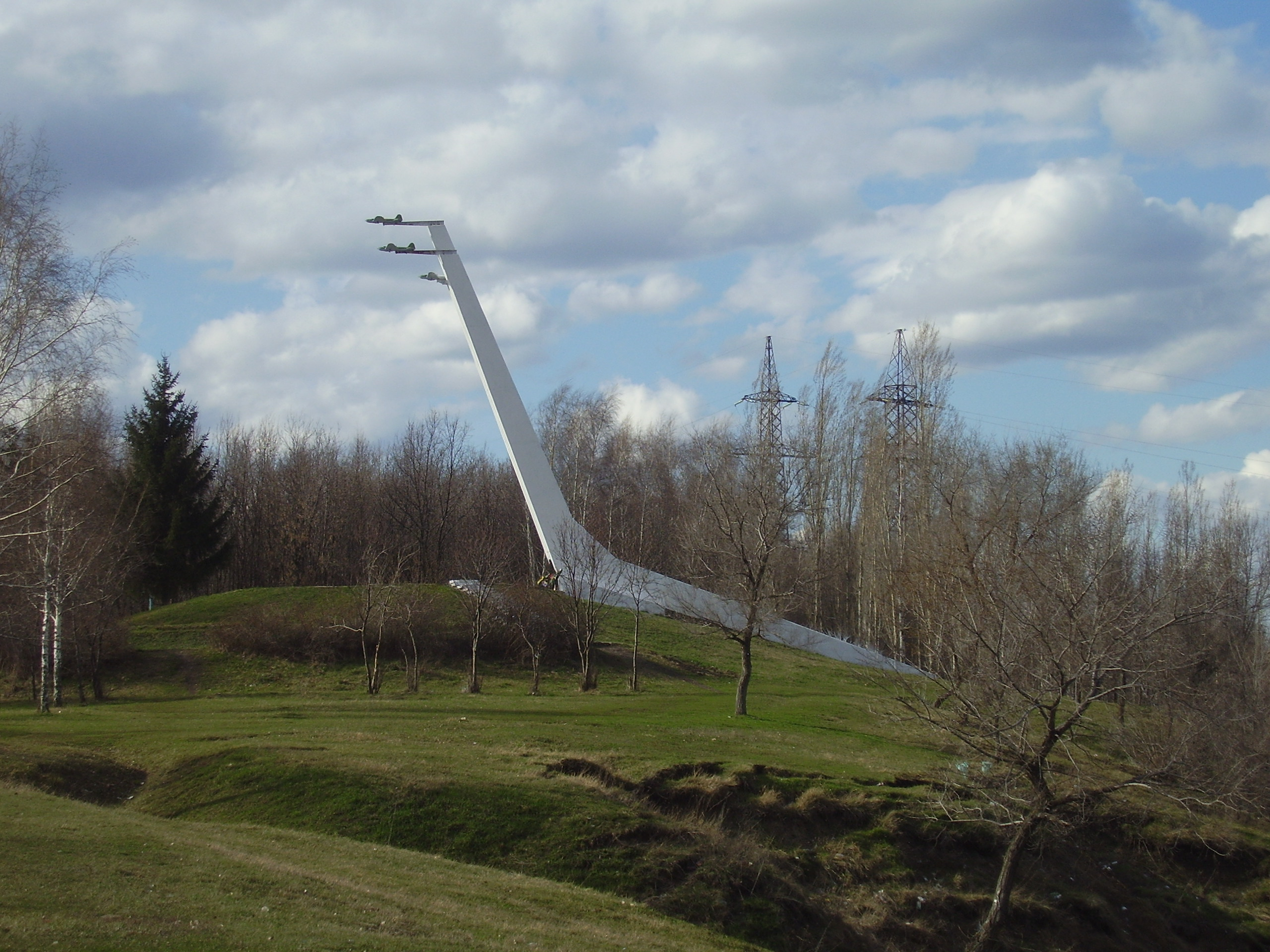
Pomník sovětských letců v parku